# Гайденко Олександр Олександрович
Олекса́ндр Олекса́ндрович Гайде́нко — капітан Збройних сил України.
Станом на лютий 2018 року — офіцер групи; оперативне командування «Схід».

## Нагороди
За особистий внесок у зміцнення обороноздатності Української держави, мужність, самовідданість і високий професіоналізм, виявлені під час виконання військового обов'язку, та з нагоди Дня Збройних Сил України нагороджений орденом Богдана Хмельницького III ступеня (2.12.2016).